# Sunnybrook
Sunnybrook es una aldea en el centro de Alberta, Canadá, dentro del condado de Leduc.  Se encuentra sobre la Carretera 39, aproximadamente a 43 kilómetros oeste de Leduc .

## Demografía
Como lugar designado en el Censo de Población de 2016 realizado por Statistics Canada, Sunnybrook registró una población de 59 viviendo en 24 de sus 26 viviendas privadas totales, un cambio de 0% con respecto a su población de 2011 de 59. Con un área de terreno de 0,31 km² (0,1 mi²), tenía una densidad de población de 190,3/km en 2016.
La población de Sunnybrook, según el censo municipal de 2005 del condado de Leduc, es de 68.